# رالف اوانز (بازیکن فوتبال)
رالف اوانز (انگلیسی: Ralph Evans; ۹ اکتبر ۱۹۱۵ – ۲۰ فوریهٔ ۱۹۹۶) بازیکن فوتبال اهل بریتانیا بود.
از باشگاه‌هایی که در آن بازی کرده‌است می‌توان به باشگاه فوتبال هالیفاکس تاون، باشگاه فوتبال واتفورد، باشگاه فوتبال بری، و باشگاه فوتبال یئوویل تاون اشاره کرد.